# Кіт Беркіншоу
Кіт Беркіншоу (англ. Keith Burkinshaw, нар. 23 червня 1935) — англійський футболіст, що грав на позиції захисника. По завершенні ігрової кар'єри — тренер.

## Ігрова кар'єра
Народився 23 червня 1935 року. Вихованець футбольної школи клубу «Вулвергемптон Вондерерз». Розпочав свою футбольну кар'єру в Мідлендській лізі в команді «Денабі Юнайтед» під час роботи в додвортських шахтах. Незабаром він перестав виступати на аматорському рівні, оскільки йому запропонував контракт «Вулвергемптон», його молодіжний клуб, але Беркіншоу перейшов у «Ліверпуль» в листопаді 1953 року.
Він зіграв лише один матч за «Ліверпуль» проти «Порт Вейл» в квітні 1955 року, і перейшов у «Воркінгтон» у грудні 1957 року за плату в розмірі 3000 фунтів стерлінгів. Він був граючим тренером «Воркінгтона» в період з листопада 1964 року по березень 1965 року, а пізніше покинув клуб, зігравши там 293 матчу в чемпіонаті, щоб приєднатися до «Сканторп Юнайтед» у травні 1965 року. Він зіграв ще 108 матчів за «Сканторп», короткий період був виконуючим обов'язки тренера до остаточного завершення кар'єри гравця в травні 1968 року.

## Кар'єра тренера
Незабаром після оголошення про відхід Баркіншоу переїхав у Замбію, де тренував протягом декількох місяців місцеву національну збірну, перш ніж повернутися в Англію на пост тренера «Ньюкасла». Він був звільнений з «Ньюкасла» в травні 1975 року і перейшов в «Тоттенгем Готспур» в тому ж місяці.
Він обіймав посаду тренера «Тоттенгема» з 14 липня 1976 по 31 травня 1984 року. Він вважається другим найбільш успішним менеджером цього клубу після Білла Ніколсона. Шпори були понижені в класі в перший рік тренерства Беркіншоу, але відразу ж підвищилися на наступний рік. Він підписав у 1978 році двох зірок аргентинського чемпіонату: Освальдо Арділеса і Хуліо Рікардо Вілью. Вважалося, що він зробив сміливий крок, однак Оссі став одним з найбільших гравців шпор, а Вілья забив один з найважливіших голів у сезоні на стадіоні «Вемблі» в 1981 році у фіналі Кубку Англії (перегравання). «Шпори» Беркіншоу разом з Арділесом, Вільєю і Гленном Годдлом виграли два Кубка Англії поспіль (в 1981 і 1982 роках).
Останньою грою Беркіншоу біля керма «шпор» був тріумф у фіналі Кубка УЄФА 1984 року після серії пенальті у другому матчі на «Вайт Гарт Лейн». Вони перемогли «Андерлехт», команду Франка Арнесена. Пройшовшись по «Вайт Гарт Лейн» в останній раз, Беркіншоу зазначив, що «всі звикли до такого футбольного клубу».
У червні 1984 року він був призначений тренером збірної Бахрейну, а потім керував «Спортінгом». У жовтні 1988 року він повернувся в Англію на пост тренера «Джиллінгема», але пішов у відставку в квітні 1989 року, оскільки команда була на грані вильоту в Четвертий дивізіон Футбольної ліги.
Беркіншоу пізніше був головним скаутом для Гленна Годдла і Оссі Арділеса в «Свіндон Тауні», а в травні 1992 року став помічником Арділеса в «Вест Бромвіч Альбіон». Коли Арділес став тренером «Тоттенгема» влітку 1993 року, Беркіншоу був призначений головним тренером «Вест Бромвіча». А втім, його кар'єра як тренера команди тривала всього один сезон (1993/94), і він був звільнений після того, як ледь вдалося уникнути вильоту в Другий дивізіон.
Пізніше він був технічним директором в шотландському «Абердині», перш ніж взяти на себе посаду виконуючого обов'язки головного тренера, коли Рой Ейткен був звільнений у 1997 році. Повноваження Беркіншоу тривали до призначення Алекса Міллера новим тренером клубу.
У березні 2005 року Беркіншоу був призначений помічником тренера у «Вотфорді». Він залишив цю посаду в грудні 2007 року через проблеми в родині, однак допоміг клубу досягти виходу в Прем'єр-лігу в 2006 році.

## Титули і досягнення

### Як тренера
- Володар Кубка Англії (2):

«Тоттенгем Готспур»: 1980/81, 1981/82
- Володар Суперкубка Англії (1):

«Тоттенгем Готспур»: 1981
- Володар Кубка УЄФА (1):

«Тоттенгем Готспур»: 1983/84
- Володар Суперкубка Португалії (1):

«Спортінг»: 1987